# Державы России
На протяжении существования Русского царства и Российской империи в качестве регалий использовались различные державы, как правило, в комплекте с созданными одновременно, в том же стиле, скипетрами (см. Скипетры России).
| Илл. | Название | Создание                                                                                             | Музей                        | Примечание |
| ---- | --- | --- | ---------------------------- | --- |
|      | Держава Большого наряда «Держава Мономахова», Держава Российского царствия                                           | Конец XVI — начало XVII века. Священная Римская империя, пражские мастерские императора Рудольфа II. | Оружейная палата (инв. Р-15) | Вместе со скипетром Большого наряда и Шапкой Астраханской входила в состав «Большого наряда». Предположительно принадлежала Борису Годунову, вероятно принадлежала Михаилу Федоровичу |
|      | Держава греческой работы Держава царя Алексея Михайловича царьградского дела, Яблоко великодержавное греческого дела | Стамбул, 1660-1662                                                                                   | Оружейная палата (инв. Р-16) | Скипетр и парная к нему держава были изготовлены в Царьграде (Стамбуле) греческими мастерами. В Москву царю Алексею Михайловичу привезены Иваном Анастасовым в 1658 году. |
|      | Держава Петра II | 1727 год                                                                                             | Оружейная палата             | Золото, серебро; ковка, литье, просечная чеканка, золочение. Золотая держава имеет небольшие размеры и вес. Миниатюрность регалии, скорее всего, объясняется тем обстоятельством, что она была предназначена для юного монарха – Петра II, провозглашенного императором в возрасте одиннадцати лет после смерти Екатерины I по ее завещанию. Тридцатого марта 1728 г. по указу императора Петра II, присланному из Верховного тайного совета, держава была передана в «сохранение в Мастерскую палату». |
|      | Держава Анны Иоанновны                                                                                               | 1730 год                                                                                             | не сохранилось               | К моменту смерти Анны уже была разобранная. |
|      | Держава Елизаветы Петровны                                                                                           | 1744 год                                                                                             | не сохранилась               | К моменту смерти Елизаветы уже оказалась разобранной. |
|      | Держава императорская                                                                                                | 1762 год                                                                                             | Алмазный фонд                | Создана для коронации Екатерины II |